# 方卫平
方卫平（1961年8月—），湖南湘潭人。中国儿童文学理论家，中国作家协会儿童文学委员会委员，浙江省作家协会儿童文学创作委员会主任，浙江师范大学儿童文化研究院院长、教授、硕士生导师，南京师范大学、中国海洋大学兼职教授，《中国儿童文化》主编。著有《方卫平儿童文学理论文集》（共4卷）、《无边的魅力》等，参与主编《新语文读本·小学卷》。

## 著作
- 《中国儿童文学理论批评史》
- 《方卫平儿童文学理论文集》